# Sunday Emmanuel
Pour les articles homonymes, voir Sunday Emmanuel (football).
Sunday Emmanuel (né le 8 octobre 1978 et mort le 15 janvier 2004 à Kaduna) est un athlète nigérian, spécialiste des épreuves de sprint. 

## Biographie
Il se révèle en 1995 lors des championnats d'Afrique juniors de Bouaké en remportant les médailles d'argent du 100 m et du 200 m. L'année suivante, lors des championnats d'Afrique seniors de Yaoundé au Cameroun, il décroche la médaille de bronze du 100 m, derrière son compatriote Seun Ogunkoya et le Camerounais Benjamin Sirimou. En 1997, il remporte les titres du 100 m et du 200 m durant les championnats d'Afrique juniors d'Ibadan, au Nigeria.
Il remporte la médaille d'argent du 200 m lors des championnats d'Afrique 1998, et se classe cinquième des Jeux africains de 1999. En 2000, il participe aux Jeux olympiques de Sydney où il atteint les demi-finales de l'épreuve du 100 m.
En 2002, à Radès, il devient champion d'Afrique du relais 4 × 100 m en compagnie de Taiwo Ajibade, Chinedu Oriala et Uchenna Emedolu.
Il décède des suites d'un accident de la route le 15 janvier 2004.

### Palmarès
| Date | Compétition                    | Lieu         | Résultat | Épreuve   | Performance |
| ---- | ------------------------------ | ------------ | -------- | --------- | ----------- |
| 1995 | Championnats d'Afrique juniors | Bouaké       | 2e       | 100 m     | 10 s 42     |
| 1995 | Championnats d'Afrique juniors | Bouaké       | 2e       | 200 m     | 20 s 98     |
| 1996 | Championnats d'Afrique         | Yaoundé      | 3e       | 100 m     | 10 s 66     |
| 1996 | Championnats du monde juniors  | Sydney       | 4e       | 200 m     | 21 s 11     |
| 1997 | Championnats d'Afrique juniors | Ibadan       | 1er      | 100 m     | 10 s 55     |
| 1997 | Championnats d'Afrique juniors | Ibadan       | 1er      | 200 m     | 21 s 12     |
| 1998 | Championnats d'Afrique         | Dakar        | 2e       | 200 m     | 20 s 45     |
| 1998 | Championnats d'Afrique         | Dakar        | 2e       | 4 x 100 m | 38 s 88     |
| 1999 | Jeux africains                 | Johannesburg | 5e       | 200 m     | 20 s 75     |
| 2002 | Jeux du Commonwealth           | Manchester   | 6e       | 4 × 100 m | 39 s 01     |
| 2002 | Championnats d'Afrique         | Radès        | 1er      | 4 × 100 m | 39 s 76     |

### Records
| Épreuve | Performance | Lieu  | Date          |
| ------- | ----------- | ----- | ------------- |
| 100 m   | 10 s 06     | Enugu | 26 avril 1997 |
| 200 m   | 20 s 45     | Dakar | 22 août 1998  |